# كاردميت (فركلة العليا)
كاردميت هي إحدى مشيخات المملكة المغربية، تتبع جغرافيا لإقليم الرشيدية وإداريًا لفركلة العليا. يقدر عدد سكانها بـ 1835 نسمة حسب الإحصاء الرسمي للسكان والسكنى لسنة 2004.